# Мора-да-Серра
Мора-да-Серра (порт. Moura da Serra; МФА: [ˈmo.ɾɐ dɐ ˈse.ʁɐ]) — парафія в Португалії, у муніципалітеті Арганіл. Розташована в західній частині країни, на теренах історичної португальської провінції Бейра. Входить до складу округу Коїмбра. За адміністративним поділом, чинним до 1976 року, терени парафії були складовою провінції Берегова Бейра. Належить до Коїмбрської діоцезії Католицької церкви. Патрон — Святий Дух. Площа — 12,9207 км². Населення — 115 ос. (2011). Слабо урбанізований регіон. Густота населення — 8,9 осіб/км²
. Код — 060110.

## Населення
| 1970 | 1981 | 1991 | 2001 | 2011 |
| 450  | 364  | 240  | 168  | 115  |